# Santo Agostinho (Moura)
Pour les articles homonymes, voir Santo Agostinho.
Santo Agostinho, officiellement Moura (Santo Agostinho), est une ancienne paroisse civile portugaise (en portugais : freguesia) de la municipalité de Moura dans le district de Beja.
Santo Agostinho correspond au sud-est de la ville de Moura.
La loi no 11-A/2013 du 28 janvier 2013, portant réorganisation administrative du territoire des freguesias, fusionne Moura (Santo Agostinho) avec les paroisses voisines de Moura (São João Baptista) et Santo Amador pour former l’União das freguesias de Moura (Santo Agostinho e São João Baptista) e Santo Amador (dont le siège est à Santo Agostinho).